# Antonietta Gonsalvus
Antonietta Gonsalvus (Île-de-France, 1572 – Capodimonte, ...), chiamata anche Tognina Gonsalvus, era una delle figlie di Petrus Gonsalvus.

## Biografia
È nota per essere stata affetta da ipertricosi (come suo padre e tre dei suoi cinque fratelli). Quello della sua famiglia è il più antico caso di ipertricosi descritto in Europa. È stata più volte raffigurata nei dipinti, in genere con la famiglia. Crebbe a Fontainebleau, dove faceva parte della corte del re Enrico II di Francia.
Tra il 1580 e il 1590 Petrus Gonsalvus e la sua famiglia si recarono in viaggio in Italia, dove si menziona il loro soggiorno alla corte di Margherita di Parma. Non è noto l'anno della morte di Antonietta, mentre il luogo è presumibilmente Capodimonte, dove morì anche il padre.
Celebre è il ritratto di Lavinia Fontana conservato al castello di Blois sulla Loira.